# Тухаринов, Юрий Владимирович
Ю́рий Влади́мирович Туха́ринов (3 мая 1927 года — 20 декабря 1998 года) — советский военачальник, генерал-полковник.

## Молодые годы

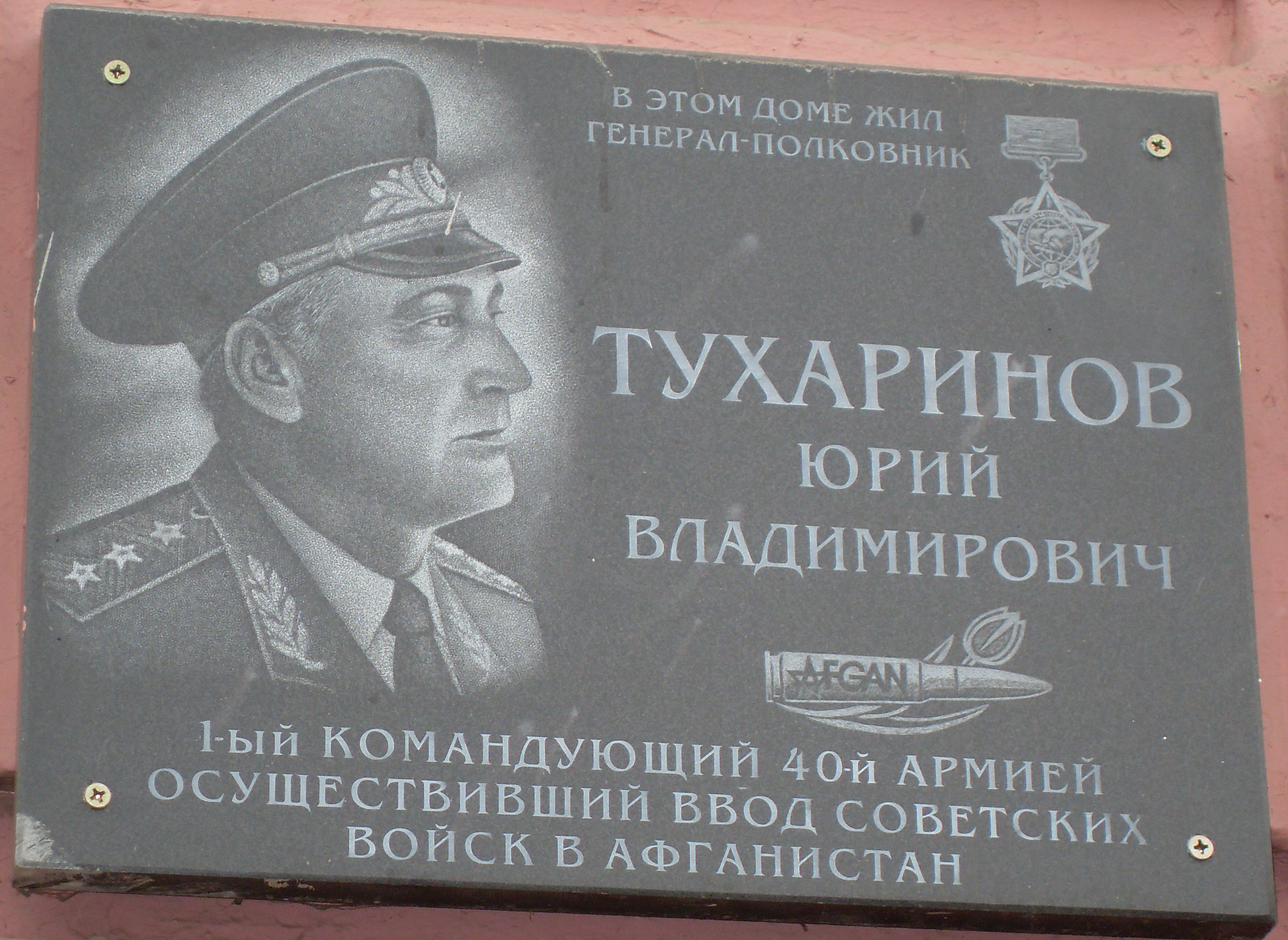
Мемориальная доска Ю. В. Тухаринову в г. Киров

Юрий Тухаринов уроженец города Вятки. Жил в Вятке, которая в 1934 году была переименована в Киров. Сын инженера, репрессированного, в конце 1930-х годов, и отправленного в лагерь под Воркутой. В 1942 году отец был реабилитирован и вернулся домой, работал на оборонном предприятии, затем в городском коммунальном хозяйстве.
После окончания средней школы Юрий, с 1943 года, работал учеником слесаря-лекальщика, фрезеровщиком на машиностроительном заводе «1 мая», выпускавшем в годы Великой Отечественной войны лёгкие танки, а затем детали для средних и тяжёлых танков.

## Военная служба
В Советской Армии ВС Союза ССР с 1946 года. Окончил Саратовское пехотное училище в 1949 году. С октября 1949 года служил в Белорусском военном округе командиром пулемётного взвода мотострелкового полка. С января 1954 года служил в Группе советских оккупационных войск в Германии, командовал стрелковой ротой, был заместителем командира батальона (с июня 1958 года) и начальником полковой школы сержантов.
В 1963 году окончил Военную академию имени М. В. Фрунзе, направлен в Киевский военный округ заместителем командира мотострелкового полка. С ноября 1965 года — командир 426-го гвардейского мотострелкового полка 25-й гвардейской мотострелковой дивизии в том же округе. В 1972 году окончил Военную академию Генерального штаба.
С марта 1972 года служил в Забайкальском военном округе, начальник оперативного управления штаба округа, командир 150-й мотострелковой дивизии в городе Борзя Читинской области, с апреля 1974 года — первый заместитель командующего 29-й армией в Улан-Удэ, с января 1976 года — командующий войсками 29-й  армии.

## Афганская война
В сентябре 1979 года назначен первым заместителем командующего войсками Туркестанского военного округа. Неоднократно посещал Афганистан (ДРА) в составе советских военных делегаций. Когда было принято решение о вводе советских войск в Афганистан, 12 декабря 1979 года генерал-лейтенант Юрий Тухаринов был назначен командующим 40-й армией. Под его руководством армия была спешно сформирована из войск округа и 27 декабря 1979 года начала ввод в Афганистан. Тем самым началась Афганская война.
Под командованием Ю. Тухаринова войска армии заняли части своего базирования, наладили армейский быт и снабжение, приступили к охране объектов ДРА, отражению атак террористов (душманов), то есть к ведению боевых действий. Войска армии включали в себя в 1980 году управление, три мотострелковые дивизии, одну воздушно-десантную дивизию, пять отдельных бригад (мотострелковую, десантно-штурмовую, зенитно-ракетную, две бригады спецназа), четыре отдельных полка (два мотострелковых, один артиллерийский, один парашютно-десантный), а также смешанный авиационный корпус и авиационную бригаду.
В сентябре 1980 года был освобожден от должности командующего армией, вернувшись к исполнению обязанностей первого заместителя командующего войсками Туркестанского военного округа. В 1981—1982 годах одновременно был руководителем оперативной группы округа по обеспечению руководства боевых действий Ограниченного контингента советских войск в Афганистане. Генерал-полковник (1981).

## Последние годы
С 1983 года — помощник представителя Главнокомандующего Объединёнными вооружёнными силами государств Варшавского договора в ГДР. В апреле 1990 года уволен в отставку по болезни.
Награждён орденами Октябрьской Революции (1981), Красной Звезды (1974), «За службу Родине в Вооружённых Силах СССР» 3-й степени (1979), медалью «За боевые заслуги» (1958), другими медалями СССР, орденом Красного Знамени (Афганистан, 20.02.1982), медалью Афганистана, двумя медалями Монголии.
Жил в Кирове. Скончался 20 декабря 1998 года. Похоронен в Кирове.